# Saumane (Gard)
Saumane is een gemeente in het Franse departement Gard (regio Occitanie) en telt 227 inwoners (1999). De plaats maakt deel uit van het arrondissement Le Vigan.

## Geschiedenis
Tijdens de Oorlog van de Camisards, een opstand van de protestanten, werd bijna de gehele bevolking van het dorp afgevoerd in gevangenschap. 265 mannen, vrouwen en kinderen werden in maart 1703 in ketenen afgevoerd naar Montpellier op bevel van de intendant van de Languedoc, Nicolas de Lamoignon de Basville.

## Geografie
De gemeente ligt in de Cevennen. De oppervlakte van Saumane bedraagt 12,2 km², de bevolkingsdichtheid is 18,6 inwoners per km².

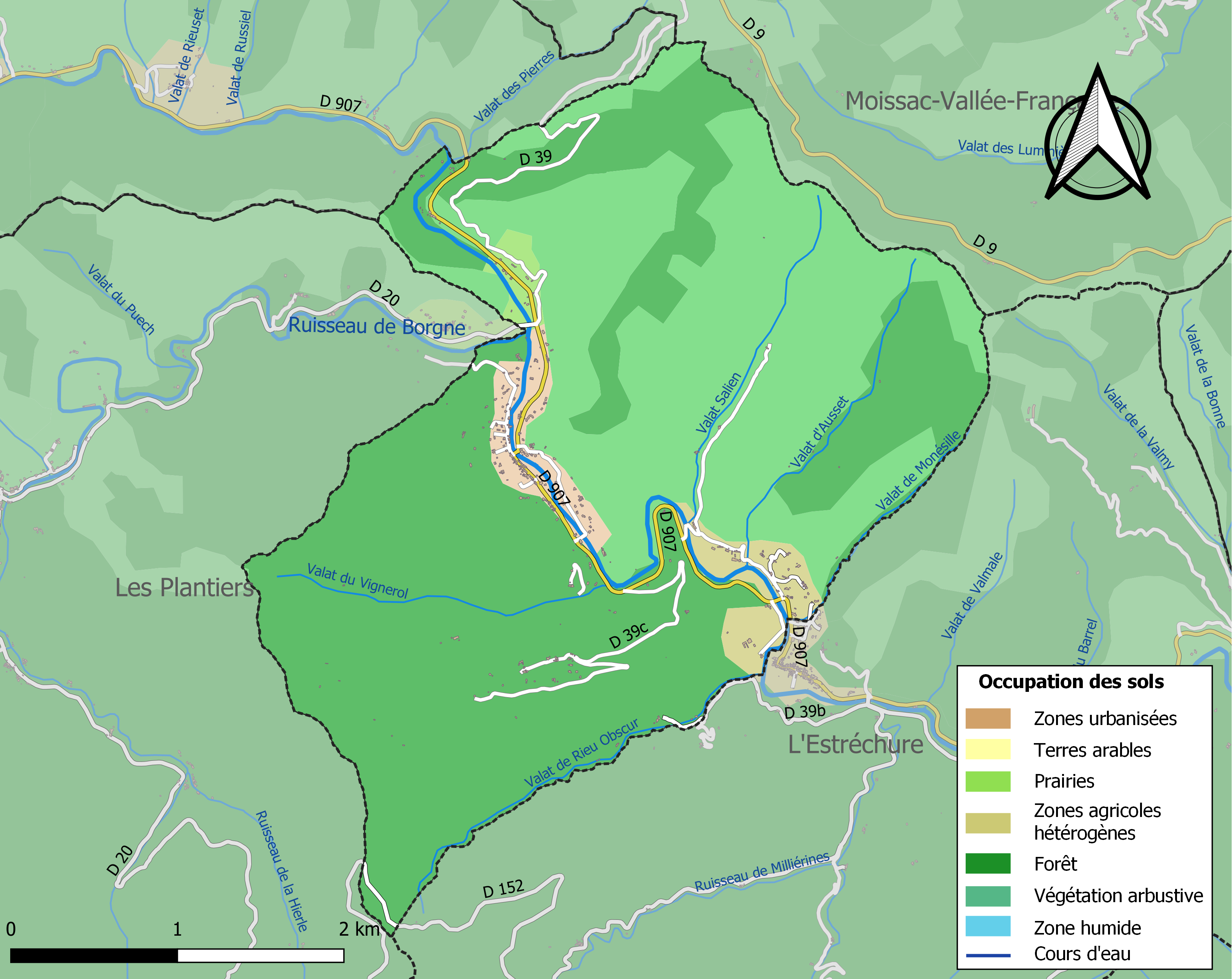
Kaart van de gemeente met de belangrijkste infrastructuur, bodemgebruik en omliggende gemeenten

## Demografie
Onderstaande figuur toont het verloop van het inwonertal (bron: INSEE-tellingen).